# Équipe cycliste masculine Coop-Repsol
Cet article concerne l'équipe cycliste masculine. Pour l'équipe féminine, voir Équipe cycliste féminine Coop-Repsol.
L'équipe cycliste Coop-Repsol est une équipe cycliste norvégienne ayant le statut d'équipe continentale.

## Histoire de l'équipe

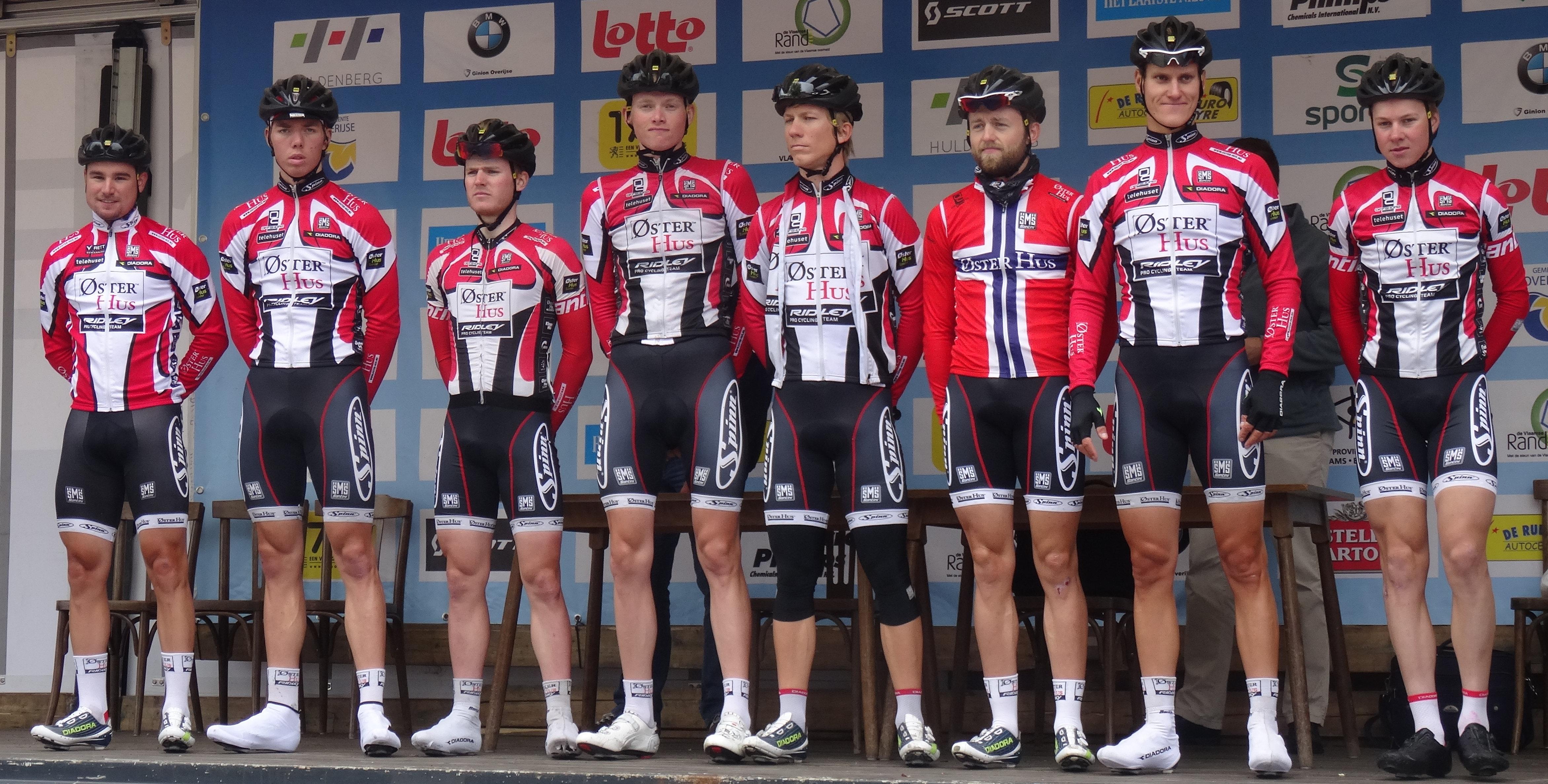
Magnus Børresen, Oscar Landa, August Jensen, Fredrik Strand Galta, Håvard Blikra, Tormod Hausken Jacobsen, Krister Hagen et Jonas Abrahamsen lors de Druivenkoers Overijse 2014.

Onze coureurs constituent l'effectif 2014 de l'équipe, Jonas Abrahamsen entre dans l'équipe le 18 juin. Le 29 juin, Tormod Hausken Jacobsen devient champion de Norvège sur route. En fin de saison Sven Erik Bystrøm devient champion du monde sur route espoirs avec la sélection norvégienne.
En 2015, l'équipe change de nom et devient Coop-Øster Hus.

## Sponsors
De 2004 à 2011, le principal sponsor de l'équipe est la banque norvégienne Sparebanken Vest.

## Principales victoires

### Compétitions internationales
Contrairement aux autres courses, les championnats du monde sont disputés par équipes nationales et non par équipes commerciales.
- Championnats du monde : 1
  - Course en ligne espoirs : 2014 (Sven Erik Bystrøm)

### Courses d'un jour
- Ringerike Grand Prix : Are Hunsager Andresen (2005)
- Grand Prix de Gemenc : Martin Prázdnovský (2006)
- Rogaland Grand Prix : Håvard Nybø (2009)
- Grand Prix de Francfort espoirs : Sven Erik Bystrøm (2012)
- Kernen Omloop Echt-Susteren : Daniel Hoelgaard (2012)
- Hadeland GP : Fredrik Galta (2013)
- Grand Prix Viborg : Oscar Landa (2015)
- Grand Prix Liberty Seguros : August Jensen (2016)
- Umag Trophy : Krister Hagen (2018)
- Scandinavian Race Uppsala : Trond Trondsen (2018)
- Memorial Philippe Van Coningsloo : Gustav Höög (2018)
- Sundvolden GP : Trond Trondsen (2019)
- Gylne Gutuer : Trond Trondsen (2020) et André Drege (2022)
- Grand Prix international de Rhodes : Tord Gudmestad (2021), André Drege (2022), Eirik Lunder (2023)
- Puchar MON : Louis Bendixen (2021)

### Courses par étapes
- Tour de Guadeloupe : Martin Prázdnovský (2006)
- Kreiz Breizh Elites : August Jensen (2015)
- Istrian Spring Trophy : Krister Hagen (2018)
- International Tour of Rhodes : Fredrik Dversnes (2021), Louis Bendixen (2022), André Drege (2024)
- Dookoła Mazowsza : Eirik Lunder (2021)
- Visit South Aegean Islands : André Drege (2024)

### Championnats nationaux
- Championnats de Norvège sur route : 2
  - Course en ligne : 2005 (Morten Christiansen) et 2014 (Tormod Hausken Jacobsen)
- Championnats de Suède sur route : 1
  - Course en ligne : 2010 (Michael Stevenson)

## Classements UCI
Jusqu'en 1998, les équipes cyclistes sont classées par l'UCI dans une division unique. En 1999 le classement UCI par équipes est divisé entre GSI, GSII et GSIII. Les classements donnés ci-dessous sont ceux de la formation en fin de saison.
| Saison | Classement par équipes | Meilleur coureur au classement individuel |
| ------ | ---------------------- | ----------------------------------------- |
| 2004   | 56e (GSIII)            | Bjørnar Vestøl (819e)                     |

Depuis 2005, l'équipe participe aux différents circuits continentaux et en particulier l'UCI Europe Tour. Le tableau ci-dessous présente les classements de l'équipe sur ces circuits, ainsi que son meilleur coureur au classement individuel.
UCI Europe Tour
| UCI Europe Tour | UCI Europe Tour        | UCI Europe Tour                           | UCI Europe Tour |
| Année           | Classement par équipes | Meilleur coureur au classement individuel |                 |
| --------------- | ---------------------- | ----------------------------------------- | --------------- |
| 2005            | 56e                    | Morten Hegreberg (287e)                   |                 |
| 2006            | 56e                    | Martin Prázdnovský (62e)                  |                 |
| 2007            | 84e                    | Stian Remme (401e)                        |                 |
| 2008            | 96e                    | Stian Remme (408e)                        |                 |
| 2009            | 70e                    | Christer Rake (387e)                      |                 |
| 2010            | 58e                    | Michael Stevenson (105e)                  |                 |
| 2011            | 61e                    | Roy Hegreberg (229e)                      |                 |
| 2012            | 81e                    | Sven Erik Bystrøm (246e)                  |                 |
| 2013            | 65e                    | Fredrik Strand Galta (349e)               |                 |
| 2014            | 44e                    | Sven Erik Bystrøm (36e)                   |                 |
| 2015            | 45e                    | Fredrik Strand Galta (83e)                |                 |
| 2016            | 48e                    | Krister Hagen (187e)                      |                 |
| 2017            | 28e                    | August Jensen (24e)                       |                 |
| 2018            | 44e                    | Gustav Höög (274e)                        |                 |
| 2019            | 70e                    | Trond Trondsen (487e)                     |                 |
| 2020            | 37e                    | Jacob Eriksson (410e)                     |                 |
| 2021            | 28e                    | Kristian Aasvold (235e)                   |                 |
| 2022            | 37e                    | Andreas Stokbro (272e)                    |                 |
| 2023            | 54e                    | -                                         |                 |
|                 |                        |                                           |                 |
| Source : UCI    |                        |                                           |                 |

Depuis 2016, l'équipe est également classée au Classement mondial UCI qui prend en compte toutes les épreuves UCI et concerne toutes les équipes UCI.
| Classement mondial | Classement mondial     | Classement mondial                        | Classement mondial |
| Année              | Classement par équipes | Meilleur coureur au classement individuel |                    |
| ------------------ | ---------------------- | ----------------------------------------- | ------------------ |
| 2016               | -                      | Krister Hagen (381e)                      |                    |
| 2017               | -                      | August Jensen (113e)                      |                    |
| 2018               | -                      | Gustav Höög (479e)                        |                    |
| 2019               | 122e                   | Trond Trondsen (656e)                     |                    |
| 2020               | 63e                    | Jacob Eriksson (499e)                     |                    |
| 2021               | 49e                    | Kristian Aasvold (278e)                   |                    |
| 2022               | 64e                    | Andreas Stokbro (340e)                    |                    |
| 2023               | 97e                    | Cedrik Bakke Christophersen (453e)        |                    |
| 2024               | 101e                   | André Drege (508e)                        |                    |
|                    |                        |                                           |                    |
| Source : UCI       |                        |                                           |                    |

## Team Coop-Repsol en 2025
Effectif
| Effectif 2025            | Effectif 2025     | Effectif 2025 | Effectif 2025                       |
| Cycliste                 | Date de naissance | Pays          | Équipe précédente                   |
| ------------------------ | ----------------- | ------------- | ----------------------------------- |
| Karsten Larsen Feldmann  | 28 mars 2003      | Norvège       | Stavanger Sykleklubb (2021)         |
| Eivind Broholt Fougner   | 2 mars 2003       | Norvège       | Lillehammer Cykleklubb (2023)       |
| Storm Ingebrigtsen       | 17 février 2005   | Norvège       |                                     |
| Kalle Kvam               | 27 février 2003   | Norvège       |                                     |
| Johan Ravnøy             | 23 novembre 2003  | Norvège       |                                     |
| Anton Stensby            | 17 janvier 2001   | Norvège       | Tønsberg CK Elite (2022)            |
| Magnus Sørbø             | 21 mars 2002      | Norvège       | Team Ringerikskraft (2023)          |
| Halvor Utengen Sandstad  | 23 janvier 2005   | Norvège       |                                     |
| Eirik Vang Aas           | 13 janvier 2002   | Norvège       | Idrettslaget Stjørdals-Blink (2024) |
| Magnus Wæhre             | 2 mai 2002        | Norvège       | Team Ringerikskraft (2022)          |
|                          |                   |               |                                     |
| Source : ProCyclingStats |                   |               |                                     |

Victoires
| Victoires | Victoires | Victoires | Victoires | Victoires | Victoires |
| Date      | Course    | Pays      | Classe    | Vainqueur |           |
| --------- | --------- | --------- | --------- | --------- | --------- |

## Saisons précédentes

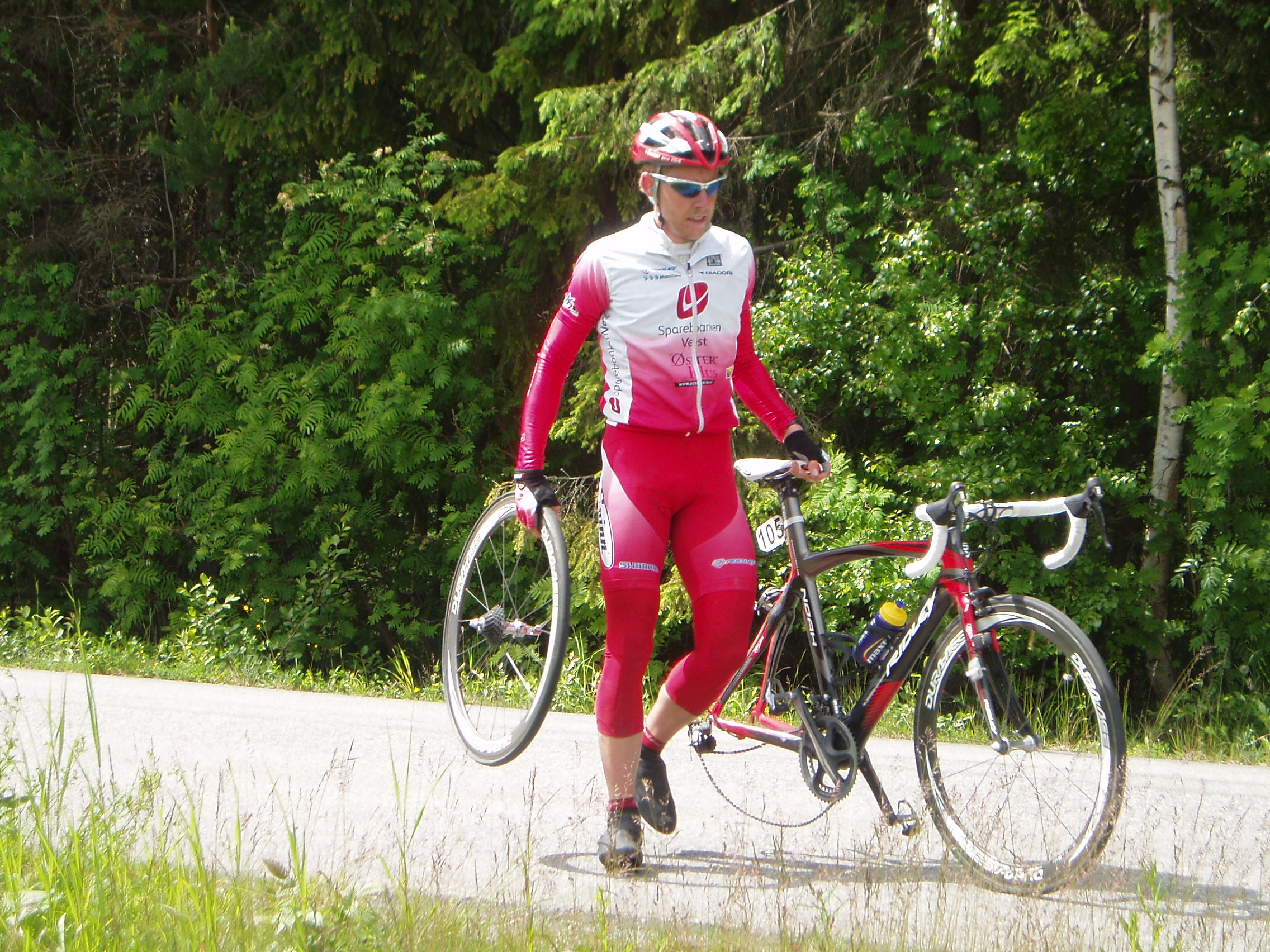
Håvard Nybø avec le maillot de l'équipe (2009)

- Øster Hus-Ridley en 2014
- Team Coop-Øster Hus en 2015
- Team Coop-Øster Hus en 2016
- Team Coop en 2017